# Полицейская история 2
«Полицейская история 2» (иер. трад. 警察故事續集, упр. 警察故事续集, кант.-рус.: Кин чхат ку си чук чап, англ. Police Story Part II) — комедийный боевик 1988 года с Джеки Чаном в главной роли. Продолжение фильма «Полицейская история».

## Сюжет
Освободившийся босс наркомафии Чу нанимает киллера, чтобы отомстить полицейскому Кевину Чаню (Джеки Чан), который засадил его в тюрьму. В это же время террористы устраивают несколько взрывов и требуют 10 000 000 долларов. Расследовать это дело берётся Кевин Чан.

## В ролях
| Актёр       | Роль                      |
| ----------- | ------------------------- |
| Джеки Чан   | Кевин Чань Какхёй         |
| Мэгги Чун   | Мэй, девушка Кевина       |
| Лам Куокхун | суперинтендант Рэймонд Ли |
| Билл Тун    | инспектор Билл Вонг       |
| Бенни Лай   | глухонемой                |
| Джон Чунг   | Джон Чунг                 |
| Чу Юань     | мистер Чу                 |
| Чарли Чо    | Джон Ко                   |
| Бен Лам     | Tall Pau                  |
| Винни Вонг  | секретарша                |
| Марс        | Кен, напарник Кевина      |

## Создание фильма
Бенни Лай (один из членов каскадёрской группы Джеки Чана), для своей роли глухого бандита брал уроки языка жестов
Во время прыжка в окно с движущегося автобуса Джеки Чан получил порезы головы, также он получил сильные порезы руки, которые были до того глубокие, что он мог видеть свою кость. Уворачиваясь от летящего в него стула, порезал заднюю часть головы. При побеге из горящей фабрики — обжёг лицо.
Финальный взрыв фабрики, наполненной взрывчаткой, на тот момент был самым крупным взрывом в истории гонконгского кино. Взрывалось настоящее здание. Специально для этого Чан пригласил специалистов по пиротехнике из Америки.
Мэгги Чун была серьёзно травмирована во время съёмок финала и поэтому не смогла закончить съёмки картины. После эпизода с металлическими рамами, актрису больше не снимают крупным планом на протяжении всей остальной части картины. Отныне её дублируют и съёмки ведут или с большого расстояния или со спины. В неудавшихся сценах, показанных в конце картины, можно увидеть, каким образом Мэгги Чун получила травму.[уточнить]

## Различия версий
Первая версия фильма, демонстрировшаяся в гонконгских кинотеатрах, имеет продолжительность 100 минут.
Американская версия, выпущенная компанией New Line Cinema, была урезана на 10 минут, а также слегка отредактировано несколько сцен.
Самая длинная версия фильма выпущена в Японии, имеет продолжительность в 122 минут. Японская версия была выпущена на DVD.

## Музыкальное сопровождение
Музыкальное сопровождение в фильме было взято из другой картины Джеки Чана «Доспехи Бога».

## Сборы
В Гонконге фильм имел успех, собрав 34 151 609 гонконгских долларов в прокате.

## Критика
На сайте Rotten Tomatoes «Полицейская история 2» получила множество положительных отзывов и рейтинг 84 %.

## Награды и номинации
- 8-я Гонконгская кинопремия (1988):
  - Лучшая постановка боевых сцен (победа)